# Палладін Володимир Іванович
Палладін Володимир Іванович (11 (23) липня 1859 року, Москва,— 3 лютого 1922 року, Петроград) — український 
Батько Олександра Володимировича Палладіна, біохіміка, президента Академії наук УРСР в 1946—1962 роках.

## Біографія
Закінчив Московський університет (1883), учень К. А. Тімірязева і І. М. Горожанкіна. Професор Харківського (1889), Варшавського (1897), Петербурзького (1901—1914) університетів.

## Основні роботи
Один з творців теорії дихання рослин як сукупності ферментативних процесів, які здійснюються системою оксидаз і дегідрогеназ. Згідно з Палладіном, у першій фазі дихання проходить анаеробний розпад води та вуглеводнів і відновлення так званих дихальних хромогенів, які служать акцепторами і переносниками водню. В другій фазі — кисень з повітря окислює хромогени, які при цьому перетворюються в дихальні пігменти.
Вивчав процеси утворення ферментів і координацію їхніх дій.

## Видані твори
- Физиология растений, 9 изд., М.— Л., 1924
- Избранные труды, М., 1960